# Germain Jousse
Pour les articles homonymes, voir Jousse.
Germain Jousse, né le 20 novembre 1895 à Coulaines (Sarthe) et mort le 21 mars 1988 à Monblanc (Gers), est un militaire français. Résistant, pendant la Seconde Guerre mondiale, il est compagnon de la Libération et devient général de corps d'armée.
Il est grand-croix de la Légion d'honneur.

## Biographie

### Première Guerre mondiale
En 1914, Germain Jousse entre dans une école d'aspirants. Promu sous-lieutenant en juin 1915, il occupe les fonctions de commandant de compagnie à partir du mois de juin 1916 et devient lieutenant en novembre de la même année. Blessé à Saint-Dié, le 1er octobre 1917, il rejoint son unité après un mois d'hospitalisation et après avoir refusé toute convalescence. Promu capitaine en avril 1918, il est décoré de la Légion d'honneur sur le champ de bataille en septembre 1918, pour avoir enlevé la position de Celles-sur-Aisne, anéanti une compagnie ennemie et capturé de nombreux prisonniers.

### Carrière militaire entre les deux guerres
En 1919, il est envoyé en Turquie, avec le 412e régiment d'infanterie, pour combattre les kémalistes. Blessé le 1er mai 1921, il est fait prisonnier après de durs combats et ne rentre en France qu'en 1922. Il est admis en 1925 à l'École supérieure de guerre et sert ensuite à Alger. En 1935, il est promu chef de bataillon, puis muté, l'année suivante, au 9e régiment de zouaves en Kabylie jusqu'en 1938. En août 1939, il rejoint son poste de mobilisation comme chef du 3e bureau de l'État-major du commandant en chef du théâtre d'opérations de l'Afrique du Nord. En juin 1940, il propose vainement au Haut-commandement diverses solutions pour la poursuite de la lutte contre l'Allemagne qu'il juge possible en Afrique du Nord puis est muté à l'État-major du 19e corps d’armée d'Alger comme chef du 3e bureau.

### Entrée dans la Résistance
En mai 1941, refusant toujours la défaite, il participe secrètement à l'établissement d'un plan d'intervention allié en Afrique du Nord, avec quelques camarades des entourages de Weygand et de Pétain, comme le capitaine André Beaufre et les commandants Dartois, Loustaunau-Lacau et Faye qui, dénoncés, ont été arrêtés et condamnés. Il échappe de peu au même sort.
Promu au grade de lieutenant-colonel en septembre 1941, il n'en continue pas moins de travailler pour la Résistance en établissant des notes évaluant les bases techniques d'un futur débarquement allié en Afrique du Nord. En janvier 1942, il devient conseiller militaire du groupe des résistants d'Alger dirigé par Henri d'Astier de La Vigerie et José Aboulker.
En disgrâce, il est chargé, à partir de mars 1942, de régler les transports de ravitaillement à destination de l'Armée Rommel, conformément aux accords passés par la délégation générale de Weygand et l'Allemagne (Contrat Dankworth). Il en profite pour fournir des renseignements aux services alliés tout en s'efforçant de ralentir et d'entraver les transports terrestres à destination de l’Afrikakorps.

### Contribution au succès du putsch du8 novembre 1942et de l'opération Torch
À partir de juin 1942, nommé major de garnison à Alger, le lieutenant-colonel Jousse prépare activement l'insurrection d'Alger, faisant stocker des armes et contribuant à la détermination des points à occuper. Il participe lui-même à l'exécution du putsch du 8 novembre 1942, en retournant contre les vichystes le « plan de maintien de l’ordre » destiné à s’opposer à tout débarquement. Cette stratégie, remarquable d'efficacité en tous points, facilite l'occupation et la paralysie temporaire des centres de décision militaires et civils par les résistants en leur fournissant les brassards « VP » (« volontaires de place ») — avec cachets du commandant de place — destinés aux militants collaborationnistes et les ordres de mission nécessaires, signés par le général Mast, pour relever les postes de garde. Il procède personnellement à l'arrestation du général Koeltz, commandant le corps d'armée d'Alger et se porte sur la ligne de combat pour faire cesser le feu d'un bataillon qui couvrait les faubourgs d'Alger en direction de Sidi-Ferruch où avait débarqué le gros des troupes américaines. C’est grâce au succès de ce putsch — qui a permis à 400 civils mal armés d'arrêter le général Juin, commandant en chef, ainsi que l'amiral collaborationniste Darlan et de paralyser la mobilisation du 19e corps d'armée vichyste pendant 15 h — que les forces alliées ont pu débarquer sans opposition, encercler Alger et en obtenir la capitulation le soir même, avec son port intact.

Patte d'épaule de général de corps d'armée.

Le lieutenant-colonel Jousse prend part ensuite à la campagne de Tunisie au sein de l'État-major britannique de novembre 1942 à mars 1943. En avril, il est nommé chef d'État-major du général Catroux à Alger. Promu ensuite colonel, il devient sous-chef de l'État-major du général de Gaulle à Alger. Il est ensuite affecté à la Direction générale des études et recherches (DGER) où il prend la direction du service de la documentation. En 1944, il reçoit ses étoiles de général de brigade puis est promu général de division en 1946.

### Carrière après la guerre
Germain Jousse commande par la suite la 5e région militaire à Toulouse et, en juillet 1952, il est promu au grade de général de corps d'armée. Il est, d'autre part, le premier président de l'Association de la Libération française le 8 novembre 1942.
Il meurt le 21 mars 1988 à Monblanc dans le Gers. Il est inhumé au cimetière de l'Ouest du Mans (Sarthe).

## Publications
- Considérations sur l'Armée de demain (préf. Pierre Villon), Paris, Jeunes Éditions, 1946, 72 p. (BNF 34194096)
- L'Armée nationale, Paris, Berger Levrault, 1947, 212 p.

## Décorations

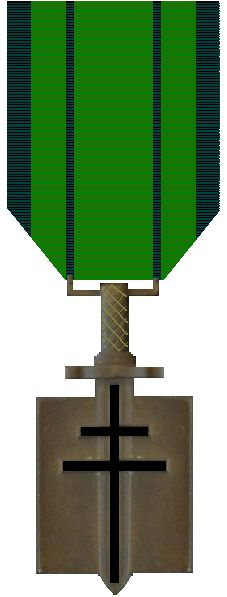
Médaille de l'ordre de la Libération.

- Grand-croix de la Légion d'honneur (1983)
- Compagnon de la Libération par décret du 30 octobre 1943 [1]
- Titulaire de la croix de guerre 1914-1918 avec 9 citations
- Titulaire de la croix de guerre 1939-1945 avec 1 citation
- Titulaire de la croix de guerre des Théâtres d'opérations extérieurs avec 1 citation
- Titulaire de la médaille commémorative de la guerre 1914-1918
- Titulaire de la médaille interalliée 1914-1918
- Officier de la Légion du Mérite (États-Unis)
- Grand officier du Nicham Iftikhar (Tunisie)
- Commandeur de l'ordre du Ouissam alaouite (Maroc)